# 1353 en santé et médecine
| Années de la santé et de la médecine : 1350 - 1351 - 1352 - 1353 - 1354 - 1355 - 1356    |
| Décennies de la santé et de la médecine : 1320 - 1330 - 1340 - 1350 - 1360 - 1370 - 1380 |

Cet article présente les faits marquants de l'année 1353 en santé et médecine.

## Événements
- Entre autres obligations, une ordonnance du roi Jean le Bon rappelle aux apothicaires de Paris qu'ils doivent détenir l'Antidotaire de Nicolas dans leur officine[1].
- Fin de la peste noire, mais la maladie reste « endémique en Europe pendant trois siècles et opère vite des retours meurtriers[2] », dès 1363, et encore de 1399 à 1402.
- 1352-1353 : fondation par Sofia de Arcangelis au mont Sion de Jérusalem, en Palestine, d'un « hospice pour femmes d'une capacité de cent lits[3],[4] ».
- 1353-1354 : le juriste Bernard Rascas fonde à Avignon l'hôpital Sainte-Marthe ou « grand hôpital », confié à l'origine aux trinitaires et qui, dès le XVe siècle, deviendra le principal établissement de la ville[5],[6].

## Personnalités
- fl. Guillaume Robart, barbier de Blanche de France, duchesse d'Orléans, fille posthume de Charles IV[7].
- fl. Guilelmus Perii, médecin à Toulouse[8].
- fl. Guillaume Montelli, maître ès arts et maître en médecine de l'université de Toulouse[7].
- 1352-1353 : fl. Jean Coffart, chirurgien de la ville de Saint-Quentin[7].
- 1353-1360 : fl. Bernardus de Planis, barbier à Avignon[8].
- 1353-1362 : fl. Raymondus Rubei, médecin, clerc du diocèse de Toulouse[8].
- 1353-1419 : fl. Jean d'Avignon, médecin, actif en Andalousie et à Avignon[8].

## Naissance
- Martin Gazel (mort en 1418 au plus tard), maître régent à la faculté de médecine de Paris, nommé Premier médecin du roi Charles VI en 1403[9].

## Décès
- Vers 1353 : Ibn al-Kabir (en) (né à Khoy, en Iran, à une date inconnue), médecin à la cour de Bagdad, auteur du « compendium de Bagdad » (al-Jam' al-Baḡdādī), abrégé du « Livre complet des remèdes simples » (Kitāb al-jāmi' li-mufradāt al-adwiya) d'Ibn al-Baitar[10],[11].
- Albertino de San-Pietro (date de naissance inconnue), médecin à Ferrare[8].